# Liste des députés des Alpes-Maritimes
 (mai 2025).
Cet article présente la liste des députés élus dans les Alpes-Maritimes.

## Première République
Le premier département des Alpes-Maritimes est créé en 1793. Il correspond alors à l'ancien comté de Nice. L'arrondissement de San Remo lui est rajouté en 1805.
- Jean Dominique Blanqui élu le 23 mai 1792
- Isaac Veillon élu le 23 mai 1792
- Joseph Séraphin Dabray. Convention nationale.
- Ruffin Massa. Convention nationale.
- Bernardin Clérissy. Convention nationale (suppléant).

## Royaume de Piémont-Sardaigne
Les députés de la province de Nice élus de 1848 à 1860 siègent au parlement du royaume de Sardaigne à Turin. Le comté compte cinq collèges, chacun élisant un député : deux pour Nice, un pour Sospel, un pour Utelle et un pour Puget-Théniers (ce dernier est cependant supprimé en 1859 et rattaché à celui d'Utelle). Les élections législatives ont lieu le 27 avril 1848, le 9 décembre 1849, le 8 décembre 1853, le 15 novembre 1857 et le 25 mars 1860. De 1848 à 1860, vingt députés sont élus au palais Carignan (Mario Riberi, Les députés du pays niçois à la Chambre subalpine de Turin, 1848-1860, Nice, Editions ASPEAM et Serre éditeur, 2019).

### Première législature (du 8 mai 1848 au 30 décembre 1848)
- Collège de Nice 1. Benedetto Bunico, (Benoît Bunico), avocat, vice-président de la Chambre de Turin. Démissionne en 1853. Libéral. 1re, 2e, 3e et 4e législatures.
- Collège de Nice 2. Domenico Galli (Dominique Galli), avocat, 2e collège de Nice, élu en 1848. Libéral. 1re, 2e, 3e et 4e législatures.
- Collège de Puget-Théniers. Bartolomeo Leotardi, Barthélemy Léotardi, avocat. Libéral. 1re, 2e, 3e et 4e législatures.
- Collège d' Utelle. Ottavio Thaon di Revel, Octave Thaon de Revel, marquis, comte, publiciste. Devient ensuite ministre des Finances. Conservateur. 1re, 3e, 4e, 5e et 6e législatures.
- Collège de Sospel. Louis Milon, avocat. Démissionne.
- Collège de Sospel. Giovanni Battista Barralis, Jean-Baptiste Barralis, avocat. Libéral. 1re, 2e et 3e législatures.

### Deuxième législature (du1erfévrier 1849 au 30 mars 1849)
- Benedetto Bunico, Nice 1.
- Domenico Galli (Dominique Galli), Nice 2
- Bartolomeo Leotardi, Barthélemy Léotardi, Puget-Théniers
- Modesto Scoffier, professeur, libéral, collège d' Utelle, 2e et 3e législature.
- Giovanni Battista Barralis, Jean-Baptiste Barralis, Sospel

### Troisième législature (du 30 juillet 1849 au 20 novembre 1849)
- Benedetto Bunico, Nice 1.
- Domenico Galli (Dominique Galli), Nice 2
- Bartolomeo Leotardi, Barthélemy Léotardi, Puget-Théniers.
- Modesto Scoffier, Utelle.
- Giovanni Battista Barralis, Jean-Baptiste Barralis, Sospel.

### Quatrième législature (du 20 décembre 1849 au 20 novembre 1853)
- Benedetto Bunico, Nice 1.
- Gianni De Foresta (Jean de Foresta), avocat, jurisconsulte, élu en 1850 (1er collège de Nice). Libéral. Nommé sénateur en 1853. Devient ministre de la Justice. 4e et 5e législatures.
- Domenico Galli (Dominique Galli), Nice 2.
- Bartolomeo Leotardi Barthélemy Léotardi, Puget-Théniers.
- Teodoro De Rossi Di Santa Rosa, marquis, libéral, député du collège d'Utelle du 25 mai 1853 au 3 juin 1853 (démission). 4e législature.
- Benedetto Brunati, élu le 19 juillet 1853 dans le collège d' Utelle, ingénieur, libéral, 4e et 5e législature
- Luigi Piccon, Louis Piccon, avocat, élu dans le collège de Sospel. Libéral. 4e législature.

### Cinquième législature
- Giulio Avigdor (Jules Avigdor), banquier, consul de Prusse à Nice. Libéral. Élection invalidée. 5e législature. Collège de Nice 1
- Gianni De Foresta (Jean de Foresta), avocat, jurisconsulte, élu en 1850 (1er collège de Nice). Libéral. Nommé sénateur en 1853. Devient ministre de la Justice. 4e et 5e législatures.
- Giambattista Bottero (Jean-Baptiste Bottero), médecin et journaliste, fondateur à Turin de la Gazetta del Popolo, libéral, élu dans le 1er collège de Nice. 5e, 6e et 7e législatures.
- Carlo Laurenti Roubaudi (Charles Laurenti Roubaudi), colonel et commandant de la Garde nationale de Nice, conservateur, Nice 2.
- Faustino Rocci, collège de Puget-Théniers, magistrat. Libéral. Démissionne. 5e législature
- Benedetto Brunati, Utelle.
- Maurizio D'Alberti Della Briga, (Maurice d'Alberti de la Brigue), officier du génie militaire, conservateur, Sospel.

### Sixième législature
- Giambattista Bottero (Jean-Baptiste Bottero), médecin et journaliste, fondateur à Turin de la Gazetta del Popolo, libéral, élu dans le 1er collège de Nice. 5e, 6e et 7e législatures.
- Giuseppe Garibaldi, élu en 1860 (collège de Nice 1). 1re, 6e et 7e législature.
- Carlo Laurenti Roubaudi, Charles Laurenti Robaudi, élu en 1860 (collège de Nice 2). Colonel et commandant de la Garde nationale de Nice. Conservateur. 5e, 6e et 7e législatures.
- Alessandro d'Auvare, (Alexandre Corporandy d'Auvare), général, collège de Puget-Théniers. Conservateur. 5e législature.
- Adriano Barralis, Adrien Barralis, notaire, libéral, élu en 1857 (collège d' Utelle). 6e législature.
- Maurizio D'Alberti Della Briga, officier du génie militaire, conservateur, collège de Sospel. 4e, 5e et 6e législatures.
- Enrico Cordero De Montezemolo, marquis, conservateur, élu en 1860 dans le collège de Sospel. 6e et 7e législatures.

### Septième législature
- Giambattista Bottero, Nice 1.
- Giuseppe Garibaldi, élu en 1860 (collège de Nice 1). 1re, 6e et 7e législature.
- Carlo Laurenti Roubaudi, Charles Laurenti Robaudi, Nice 2
- Desiderato Niel, Désiré Niel, abbé, élu en 1860 dans le collège  de Puget-Théniers. Conservateur. 6e et 7e législatures.
- Enrico Cordero De Montezemolo, marquis, conservateur, élu en 1860 dans le collège de Sospel. 6e et 7e législatures.

## Second Empire

### Deuxième législature (1857-1863)
1re circonscription (Nice) :
- Louis Lubonis. Élu le 9 décembre 1860. Avocat. Majorité bonapartiste.

2e circonscription (Grasse) :
- Jules Lescuyer d'Attainville. Réélu en 1857.

### Troisième législature (1863-1869)
1re circonscription (Nice) :
- Louis Lubonis. Élu le 31 mai 1863, démissionne le 1er septembre 1868. Majorité Bonapartiste.
- François Malausséna. Élu le 17 octobre 1868. Avocat. Majorité Bonapartiste.

2e circonscription (Grasse) :
- Victor Masséna, duc de Rivoli. Élu le 31 mai 1863. Rentier. Majorité Bonapartiste.

### Quatrième législature (1869-1871)
Les députés élus en 1869 sont :
- François Malausséna. Élu le 23 mai 1869. Circonscription de Nice. Avocat. Majorité dynastique (bonapartiste).
- Victor Masséna, duc de Rivoli. Élu le 23 mai 1869. Circonscription de Grasse. Rentier. Majorité dynastique (bonapartiste).

## Troisième République

### Assemblée nationale(1871-1876)
Elus en février 1871 :
- Giuseppe Garibaldi. Élu le 8 février 1871. Militaire. Républicain. Démissionne aussitôt élu.
- Marc Dufraisse. Élu le 8 février 1871. Avocat, préfet des Alpes-Maritimes. Républicain (Gauche républicaine). Élection invalidée.
- Constantin Bergondi. Élu le 8 février 1871. Avocat. Républicain modéré (Centre-gauche) ; Groupe : Républicains conservateurs. Décédé le 6 mai 1874 (suicide).
- Louis Piccon. Élu le 8 février 1871. Avocat. Républicain modéré (Centre-gauche) ; Groupe : Républicains conservateurs après 1872. Démissionne le 18 octobre 1874.

Elus en juillet 1871 (en remplacement de Garibaldi et Dufraisse) : 
- Fortuné Maure. Élu le 2 juillet 1871. Médecin. Républicain modéré. Groupe : Centre gauche.
- Henry Lefèvre. Ingénieur. Élu le 2 juillet 1871. Républicain (Union républicaine).

Elus en octobre 1874 (en remplacement de Bergondi et Piccon) : 
- Léon Chiris. Industriel négociant. Élu le 18 octobre 1874. Républicain modéré (Groupe du Centre gauche).
- Gaspard Médecin. Industriel négociant. Élu le 18 octobre 1874. Républicain modéré (Groupe : Centre-gauche).

### Première législature (1876-1877)
- Alfred Borriglione (Nice 1). Élu le 20 février 1876. Union républicaine.
- Eugène Roissard de Bellet, baron (Nice 2). Banquier et propriétaire rentier. Élu le 20 février 1876. Groupe des Républicains constitutionnels (centre droit).
- Léon Chiris (Grasse). Élu le 20 février 1876. Groupe du Centre gauche.
- Henry Lefèvre (Puget-Théniers). Élu le 20 février 1876. Groupe de l'Union Républicaine.

### Deuxième législature (1877-1881)
- Alfred Borriglione (Nice 1). (14/10/1877 - 27/10/1881) (Groupe : Union républicaine, gauche).
- Eugène Roissard de Bellet (Nice 2). (14/10/1877 - 27/10/1881). Centre droit.
- Léon Chiris (Grasse) (14/10/1877 - 27/10/1881) (Groupe : Centre gauche).
- Louis Decazes (Puget-Théniers).(14/10/1877 - 02/02/1878). Ministre des Affaires étrangères. Droite. Élection invalidée. Puis Émile Récipon (Puget-Théniers). Industriel (02/02/1879 - 27/10/1881) (Groupe : Union républicaine).

### Troisième législature (1881-1885)
Les députés élus le 21 août 1881 sont :
- Alfred Borriglione (Nice 1) (21/08/1881 - 09/11/1885). Groupe : Union républicaine (gauche)
- Raphaël Bischoffsheim (Nice 2) (01/01/1881 - 09/11/1885) (Union libérale, centre gauche)
- Léon Chiris (Grasse) (21/08/1881 - 08/01/1882), Union républicaine, puis Léon Renault (Grasse) (26/02/1882 - 06/01/1885), Union républicaine.
- Émile Récipon (Puget-Théniers) (01/01/1881 - 09/11/1885). Groupe : Union républicaine.

### Quatrième législature (1885-1889)
Les élections de 1885 ont lieu au scrutin de liste.
Les députés élus le 4 octobre 1885 sont :
- Alfred Borriglione (04/10/1885 - 11/11/1889) (Gauche)
- Ernest Roure (18/10/1885 - 11/11/1889) (Groupe Républicain)
- Maurice Rouvier (18/10/1885 - 11/11/1889)

### Cinquième législature (1889-1893)
Les députés élus le 22 septembre 1889 sont :
- Raphaël Bischoffsheim (père) (22/09/1889 - 21/01/1890) (Nice 1) Groupe : Union libérale ; puis Flaminius Raiberti (30/03/1890 - 14/10/1893), Gauche.
- Alfred Borriglione (Nice 2) (22/09/1889 - 20/03/1890) (Gauche).
- Maurice Rouvier (Grasse) (22/09/1889 - 14/10/1893).
- Théophile David (Puget-Théniers) (22/09/1889 - 12/04/1892) ; puis Arthur Malausséna élu le 19 juin 1892 à la suite du décès de Théophile David.

Source : journal Le Temps du 24 septembre et du 8 octobre 1889 sur Gallica,.

### Sixième législature (1893-1898)
Les députés élus le 20 août 1893 sont :
- Flaminius Raiberti (Nice 1) (20/08/1893 - 31/05/1898)
- Alfred Borriglione (Nice 2) (20/08/1893 - 15/01/1894) (Gauche), puis Arthur Malausséna (18/02/1894 - 31/05/1898, Nice-campagne) à la suite de l'élection de Borriglione au Sénat.
- Maurice Rouvier (Grasse) (20/08/1893 - 31/05/1898)
- Raphaël Bischoffsheim (fils) (20/08/1893 - 31/05/1898) (Puget-Théniers). Groupe : Union libérale.

Source : journal Le Temps du 22 août et du 5 septembre 1893 sur Gallica,.

### Septième législature (1898-1902)
Les députés élus le 8 mai 1898 sont :
- Flaminius Raiberti, Républicain (Nice 1) (08/05/1898 - 31/05/1902)
- Félix Poullan, Républicain (Nice 2) (08/05/1898 - 31/05/1902)
- Maurice Rouvier, Républicain (Grasse) (08/05/1898 - 31/05/1902)
- Raphaël Bischoffsheim (08/05/1898 - 31/05/1902) (Puget-Théniers), Républicain, Groupe Union libérale.

Source : journal Le Temps du 10 mai et du 24 mai 1898 sur Gallica,.

### Huitième législature (1902-1906)
Les députés élus le 27 avril 1902 sont :
- Flaminius Raiberti (Nice 1) (27/04/1902 - 31/05/1906), Républicain
- Félix Poullan (Nice 2) (27/04/1902 - 31/05/1906), Républicain
- Antoine Maure (Grasse 1) (27/04/1902 - 31/05/1906), , Républicain
- Maurice Rouvier (Grasse 2) (27/04/1902 - 21/01/1903), Républicain ministériel, décédé, remplacé par  Pierre Jean François Arago (01/03/1903 - 31/05/1906), Républicain
- Raphaël Bischoffsheim (27/04/1902 - 31/05/1906) (Puget-Théniers), Républicain ministériel

Source : journal Le Temps du 29 avril et du 13 mai 1902 sur Gallica,.

### Neuvième législature (1906-1910)
Les députés élus le 6 mai 1906 sont :
- Flaminius Raiberti (Nice 1) (06/05/1906 - 31/05/1910)
- Félix Poullan (Nice 2) (06/05/1906 - 31/05/1910)
- César Ossola (Grasse 1) (20/05/1906 - 31/05/1910)
- Pierre Jean François Arago (Grasse 2) (06/05/1906 - 31/05/1910)
- Alfred Donadei (Puget-Théniers) (06/05/1906 - 31/05/1910)

Sources : Journal Le Temps du 6 et du 22 mai 1906 sur Gallica - ,.

### Dixième législature 1910-1914
Les députés élus le 24 avril 1910 sont :
- Nice-1 : Flaminius Raiberti, Républicain progressiste (24/04/1910 - 31/05/1914)
- Nice-2 : Ernest de Lairolle, Républicain progressiste (24/04/1910 - 31/05/1914)
- Nice-3 : Félix Poullan, Gauche démocratique (24/04/1910 - 31/05/1914)
- Puget-Théniers : Alfred Donadei, Gauche radicale (24/04/1910 - 31/05/1914)
- Grasse-1 : Jules Fayssat, Gauche démocratique (24/04/1910 - 31/05/1914)
- Grasse-2 : Joseph Gillette-Arimondy, Radical socialiste (08/05/1910 - 31/05/1914)

Sources : Journal Le Temps du 24 avril et du 8 mai 1910 sur Gallica - ,.

### Onzième législature 1914-1919
Les députés élus le 10 mai 1914 sont :
Nice :
- Flaminius Raiberti (Nice 1) (26/04/1914 - 07/12/1919), Gauche démocratique
- Ernest de Lairolle (Nice-2) (26/04/1914 - 07/12/1919), Gauche démocratique
- Félix Poullan (Nice-3) (26/04/1914 - 13/02/1918) (décès, non remplacé), Républicain de gauche (modéré)

Puget-Théniers :
- Alexandre Durandy (26/04/1914 - 07/12/1919), Gauche radicale

Grasse :
- Pierre Jean François Arago (Grasse-2) (26/04/1914 - 07/12/1919), Gauche démocratique
- Jean Ossola (Grasse-1) (10/05/1914 - 07/12/1919), Gauche radicale

Sources : Journal Le Temps du 28 avril et du 12 mai 1914 sur Gallica - ,.

### Douzième législature (1919-1924)
Les élections législatives de 1919 furent organisées au scrutin proportionnel de liste. Elles marquèrent au niveau national la victoire du "Bloc national" de centre-droit. Les députés élus le 16 novembre 1919 sont :
Liste de l'Union républicaine démocratique
- Humbert Ricolfi (16/11/1919 - 31/05/1924) (Groupe Gauche républicaine démocratique)
- Flaminius Raiberti (16/11/1919 - 08/04/1922) (élu sénateur) (Groupe Entente républicaine démocratique)
- Jean Ossola (16/11/1919 - 31/05/1924) (Groupe Gauche républicaine démocratique)
- Léon Baréty (16/11/1919 - 31/05/1924) (Groupe Gauche républicaine démocratique)
- Édouard Grinda (16/11/1919 - 31/05/1924) (Groupe Action républicaine et sociale)
- Pierre Jean François Arago (16/11/1919 - 31/05/1924) (Groupe Entente républicaine démocratique)

Source : Barodet, sur le site de l'Assemblée Nationale - https://bibnum.sciencespo.fr/s/catalogue/ark:/46513/sc16m2kz#?c=&m=&s=&cv=.

### Treizième législature (1924-1928)
Les élections législatives de 1924 furent organisées au scrutin proportionnel de liste. Elles marquèrent au niveau national national la victoire du "Cartel des gauches".
Liste d'action républicaine
- Jean Ossola  (11/05/1924 - 31/05/1928), Conseiller général (Groupe Radical et radical-socialiste)

Liste d'union républicaine démocratique
- Édouard Grinda (11/05/1924 - 31/05/1928), Conseiller général (Groupe Gauche républicaine démocratique)
- Léon Baréty (11/05/1924 - 31/05/1928), Conseiller général (Groupe Gauche républicaine démocratique)
- Humbert Ricolfi (11/05/1924 - 31/05/1928), Conseiller général (Groupe Gauche républicaine démocratique)

Source : Barodet sur le site de l'Assemblée Nationale - https://bibnum.sciencespo.fr/s/catalogue/ark:/46513/sc16m1m0#?c=&m=&s=&cv=

### Quatorzième législature (1928-1932)
Les élections législatives furent au scrutin d'arrondissement majoritaire à deux tours de 1928 à 1936.
Les députés élus les 22 et 29 avril 1928 dans le cadre des élections législatives de 1928 sont :
| Circ.                         |  | Député                  | Groupe    | Début            | Fin                     | Élection |
| ----------------------------- |  | ----------------------- | --------- | ---------------- | ----------------------- | -------- |
| Arrondissement de Nice        |  |                         |           |                  |                         |          |
| Nice-1                        |  | Édouard Grinda          | RDG*      | 1er juin 1928    | 31 mai 1932             | 1er tour |
| Nice-2                        |  | Antoine Thomas Gianotti | RDG*      | 1er juin 1928    | 31 mai 1932             | 1er tour |
| Nice-3                        |  | Léon Baréty             | RDG*      | 1er juin 1928    | 31 mai 1932             | 1er tour |
| Nice-4                        |  | Humbert Ricolfi         | RDG*      | 1er juin 1928    | 31 mai 1932             | 1er tour |
| Arrondissement de Grasse      |  |                         |           |                  |                         |          |
| Grasse-1                      |  | Jean Ossola             | Rad. soc. | 1er juin 1928    | 31 mai 1932             | 1er tour |
| Grasse-2                      |  | André Capron            | URD       | 1er juin 1928    | 18 octobre 1930 (décès) | 2e tour  |
| Grasse-2                      |  | Louis Louis-Dreyfus     | IDG       | 28 décembre 1930 | 31 mai 1932             |          |
| *RDG : Républicains de gauche |  |                         |           |                  |                         |          |

Source : Élections législatives 22-29 avril 1928 de Georges Lachapelle - https://gallica.bnf.fr/ark:/12148/bpt6k320439r.texteImage#

### Quinzième législature (1932-1936)
Les députés élus les 1er et 8 mai 1932 dans le cadre des élections législatives de 1932 sont :
| Circ.                         |  | Député              | Groupe | Début         | Fin         | Élection |
| ----------------------------- |  | ------------------- | ------ | ------------- | ----------- | -------- |
| Arrondissement de Nice        |  |                     |        |               |             |          |
| 1re                           |  | Jean Médecin        | IDG    | 1er juin 1932 | 31 mai 1936 | 1er tour |
| 2e                            |  | Léon Baréty         | RDG*   | 1er juin 1932 | 31 mai 1936 | 1er tour |
| 3e                            |  | Paul Deudon         | GI     | 1er juin 1932 | 31 mai 1936 | 1er tour |
| 4e (Nice campagne)            |  | Henry Torrès        | GI     | 1er juin 1932 | 31 mai 1936 | 1er tour |
| Arrondissement de Grasse      |  |                     |        |               |             |          |
| 1re                           |  | René Fayssat        | IDG    | 1er juin 1932 | 31 mai 1936 | 2e tour  |
| 2e (Cannes-Antibes)           |  | Louis Louis-Dreyfus | IDG    | 1er juin 1932 | 31 mai 1936 | 2e tour  |
| *RDG : Républicains de gauche |  |                     |        |               |             |          |

### Seizième législature (1936-1945)
|  | Circonscription        | Identité           | Groupe                                              | Début du mandat | Fin du Mandat                  | Pleins pouvoirs au Maréchal Pétain |
|  | ---------------------- | ------------------ | --------------------------------------------------- | --------------- | ------------------------------ | ---------------------------------- |
|  | Nice 1                 | Me Jean Médecin    | NI                                                  | 26 avril 1936   | 10 janvier 1939 (élu Sénateur) |                                    |
|  | Nice 1                 | M. Jacques Bounin  | PSF (Non-inscrit), élu le 26/04/1939                | janvier 1939    | 31 mai 1942                    | Pour                               |
|  | Nice 2                 | M. Léon Baréty     | Alliance des républicains de gauche et des radicaux | 26 avril 1936   | 31 mai 1942                    | Pour                               |
|  | Nice 4 (Nice-campagne) | M. Jean Hennessy   | GI                                                  | 3 juin 1936     | 31 mai 1942                    | Contre                             |
|  | Grasse                 | M. Édouard Jonas   | USR                                                 | 3 juin 1936     | 31 mai 1942                    | N'a pas pris part au vote          |
|  | Nice 3                 | M. Virgile Barel   | PCF                                                 | 3 juin 1936     | 21 janvier 1940                |                                    |
|  | Cannes                 | M. Henri Pourtalet | PCF                                                 | 3 juin 1936     | 21 janvier 1940                |                                    |

### Première Assemblée nationale constituante (1945-1946)
Les députés élus le 21 octobre 1945 sont :
|  | Identité           | Groupe                         | Autres mandats                                   | Modifications |
|  | ------------------ | ------------------------------ | ------------------------------------------------ | ------------- |
|  | Me Jean Médecin    | Républicains indépendants (RI) |                                                  |               |
|  | M. Jean Laurenti   | PCF                            |                                                  |               |
|  | M. Virgile Barel   | PCF                            | Président du Conseil général des Alpes-Maritimes |               |
|  | M. Henri Pourtalet | PCF                            |                                                  |               |
|  | M. Alex Roubert    | SFIO                           |                                                  |               |

### Deuxième Assemblée nationale constituante (1946)
Les députés élus le 2 juin 1946 sont :
|  | Identité           | Groupe  | Autres mandats | Modifications |
|  | ------------------ | ------- | -------------- | ------------- |
|  | Me Jean Médecin    | UDSR    |                |               |
|  | M. Émile Hugues    | Radical |                |               |
|  | M. Virgile Barel   | PCF     |                |               |
|  | M. Henri Pourtalet | PCF     |                |               |
|  | M. Alex Roubert    | SFIO    |                |               |

## Quatrième République

### Première législature(1946-1951)
Les députés élus le 10 novembre 1946 sont :
|  | Identité           | Groupe  | Autres mandats | Modifications |
|  | ------------------ | ------- | -------------- | ------------- |
|  | Me Jean Médecin    | UDSR    |                |               |
|  | M. Émile Hugues    | Radical |                |               |
|  | M. Virgile Barel   | PCF     |                |               |
|  | M. Henri Pourtalet | PCF     |                |               |
|  | M. Philippe Olmi   | PRSRF   |                |               |

### Deuxième législature(1951-1955)
La IIe législature s'ouvre le 5 juillet 1951 à la suite des élections législatives de juin 1951, et prend fin le 1er décembre 1955. Les Alpes-Maritimes forment une circonscription unique dans laquelle les députés sont élus au scrutin proportionnel plurinominal en tenant compte de la loi des apparentements.
|  | Député                      | Parti | Groupe    | Autres mandats                                                  |
|  | --------------------------- | ----- | --------- | --------------------------------------------------------------- |
|  | Jean Médecin                | PRRRS | app. RRRS | Maire de Nice, président du conseil général des Alpes-Maritimes |
|  | Émile Hugues                | PRRRS | RRRS      | Maire de Vence                                                  |
|  | Philippe Olmi               | CNIP  | CRAPS     | Maire de Villefranche-sur-Mer                                   |
|  | Édouard Corniglion-Molinier | RPF   | RPF       |                                                                 |
|  | Marcel Dassault             | RPF   | RPF       |                                                                 |

### Troisième législature (1956-1958)
La IIIe législature s'ouvre le 19 janvier 1956 à la suite des élections législatives de janvier 1956 convoquées de manière anticipée après la dissolution de l'Assemblée nationale, et prend fin le 5 décembre 1958. Les Alpes-Maritimes forment une circonscription unique dans laquelle les députés sont élus au scrutin proportionnel plurinominal en tenant compte de la loi des apparentements.
|  | Député                      | Parti         | Groupe      | Autres mandats                                                  |
|  | --------------------------- | ------------- | ----------- | --------------------------------------------------------------- |
|  | Jean Médecin                | RGR puis CR   | RGR-CR      | Maire de Nice, président du conseil général des Alpes-Maritimes |
|  | Édouard Corniglion-Molinier |               | app. RGR-CR |                                                                 |
|  | Émile Hugues                | PRRRS puis CR |             | Maire de Vence                                                  |
|  | Virgile Barel               | PCF           | COM & RP    |                                                                 |
|  | Henri Pourtalet             | PCF           | COM & RP    |                                                                 |

## Cinquième République

### Première législature (1958-1962)

Circonscriptions selon le parti politique de leur député :
Union pour la nouvelle République
Centre républicain

La Ire législature s'ouvre le 9 décembre 1958 à la suite des élections législatives de novembre 1958, et prend fin le 9 octobre 1962 avec la dissolution de l'Assemblée nationale.
| Circ. |  | Député                                            | Parti | Groupe       | Autres mandats | Suppléant              |
| ----- |  | ------------------------------------------------- | ----- | ------------ | --- | ---------------------- |
| 1re   |  | Pierre Pasquini                                   | UNR   | UNR          | Adjoint au maire de Nice | Simone de La Sourdière |
| 2e    |  | Jean Médecin                                      | CR    | FANI puis ED | Maire de Nice, président du conseil général des Alpes-Maritimes (jusqu'en juin 1961), président du groupe ED (juillet 1959-1960)  | Ferdinand Garino       |
| 3e    |  | Léon Teisseire                                    | UNR   | UNR          | Conseiller municipal de Nice, conseiller général du canton de Nice-6 (de mars 1960 à juin 1961)                                   | Georges Salvago        |
| 4e    |  | Francis Palmero                                   | CR    | FANI puis ED | Maire de Menton, conseiller général du canton de Menton, président du conseil général des Alpes-Maritimes (à partir de juin 1961) |                        |
| 5e    |  | Bernard Cornut-Gentille (jusqu'au 8 février 1959) | UNR   | UNR          | Ministre de la France d'Outre-mer (jusqu'au 8 janvier 1959)                                                                       | Maxime Roustan         |
| 5e    |  | Maxime Roustan (à partir du 9 février 1959)       | UNR   | UNR          | |                        |
| 6e    |  | Pierre Ziller                                     | UNR   | UNR          | Conseiller général du canton de Grasse-Nord (à partir de juin 1961)                                                               | Auguste Rossignot      |

Bernard Cornut-Gentille est nommé le 8 janvier 1959 ministre des Postes et Télécommunications dans le gouvernement Michel Debré. Son suppléant Maxime Roustan le remplace le 9 février 1959.

### Deuxième législature (1962-1967)

Circonscriptions selon le parti politique de leur député en 1962 :
Union pour la nouvelle République
Centre républicain
Parti radical

La IIe législature s'ouvre le 6 décembre 1962 à la suite des élections législatives de novembre 1962 convoquée de manière anticipées après la dissolution de l'Assemblée nationale, et prend fin le 2 avril 1967.
| Circ. |  | Député                                            | Parti        | Groupe   | Autres mandats                                                                    | Suppléant      |
| ----- |  | ------------------------------------------------- | ------------ | -------- | --------------------------------------------------------------------------------- | -------------- |
| 1re   |  | Pierre Pasquini                                   | UNR-UDT      | UNR      | Adjoint au maire de Nice et vice-président de l'Assemblée nationale               | Joseph Robaut  |
| 2e    |  | Diomède Catroux                                   | UNR-UDT      | UNR      |                                                                                   | Louis Labri    |
| 3e    |  | Édouard Corniglion-Molinier (jusqu'au 9 mai 1963) | DVD          | app. UNR |                                                                                   | Fernand Icart  |
| 3e    |  | Fernand Icart (à partir du 10 mai 1963)           | RI           | RI       |                                                                                   |                |
| 4e    |  | Francis Palmero                                   | CR           | NI       | Président du conseil général des Alpes-Maritimes (jusqu'en 1964), maire de Menton | Jean Fossati   |
| 5e    |  | Bernard Cornut-Gentille                           | Rad. puis CD | NI       | Maire de Cannes                                                                   | Antony Spagnou |
| 6e    |  | Pierre Ziller                                     | UNR-UDT      | UNR      | Conseiller général du canton de Grasse-Nord                                       | Louis Noilou   |

À la suite du décès d'Édouard Corniglion-Molinier le 9 mai 1963, son suppléant Fernand Icart le remplace.

### Troisième législature (1967-1968)

Circonscriptions selon le parti politique de leur député :
Progrès et démocratie moderne
Union des démocrates pour la Ve République
Parti communiste français
Fédération de la gauche démocrate et socialiste

La IIIe législature s'ouvre le 3 avril 1967 à la suite des élections législatives de mars 1967, et prend fin le 30 mai 1968 avec la dissolution de l'Assemblée nationale.
| Circ. |  | Député                  | Parti    | Groupe | Autres mandats                                                    | Suppléant       |
| ----- |  | ----------------------- | -------- | ------ | ----------------------------------------------------------------- | --------------- |
| 1re   |  | Virgile Barel           | PCF      | COM    |                                                                   | Charles Caressa |
| 2e    |  | Jacques Médecin         | CR       | PDM    | Maire de Nice                                                     | Charles Ehrmann |
| 3e    |  | Paul Cléricy            | FGDS-CIR | FGDS   |                                                                   | Jean Touscoz    |
| 4e    |  | Francis Palmero         | CR       | PDM    | Président du Conseil général des Alpes-Maritimes, maire de Menton | Jean Fossati    |
| 5e    |  | Bernard Cornut-Gentille | CD       | NI     | Maire de Cannes                                                   | Antony Spagnou  |
| 6e    |  | Pierre Ziller           | UD VeR   | UD VeR | Conseiller général du canton de Grasse-Nord                       | Louis Noilou    |

### Quatrième législature (1968-1973)

Circonscriptions selon le parti politique de leur député :
Union des démocrates pour la République
Républicains indépendants
Centre républicain
Parti communiste français

La IVe législature s'ouvre le 11 juillet 1968 à la suite des élections législatives de juin 1968 convoquées de manière anticipée après la dissolution de l'Assemblée nationale, et prend fin le 1er avril 1973.
| Circ. |  | Député                                      | Parti         | Groupe      | Autres mandats                              | Suppléant              |
| ----- |  | ------------------------------------------- | ------------- | ----------- | ------------------------------------------- | ---------------------- |
| 1re   |  | Virgile Barel                               | PCF           | COM         |                                             | Charles Caressa        |
| 2e    |  | Jacques Médecin                             | CR puis MR-CR | PDM puis NI | Maire de Nice                               | Charles Ehrmann        |
| 3e    |  | Fernand Icart                               | RI            | RI          |                                             | Jacques Dumas-Lairolle |
| 4e    |  | Emmanuel Aubert                             | UDR           | UDR         |                                             | Armand Orengo          |
| 5e    |  | Olivier Giscard d'Estaing                   | RI            | RI          | Maire d'Estaing (Aveyron)                   | Alain Martelly         |
| 6e    |  | Pierre Ziller (jusqu'au 17 décembre 1971)   | UDR           | UDR         | Conseiller général du canton de Grasse-Nord | Louis Noilou           |
| 6e    |  | Louis Noilou (à partir du 20 décembre 1971) | UDR           | UDR         |                                             |                        |

À la suite du décès de Pierre Ziller le 17 décembre 1971, son suppléant Louis Noilou le remplace.

### Cinquième législature (1973-1978)

Circonscriptions selon le parti politique en 1973 de leur député :
Union des démocrates pour la République
Centre républicain
Républicains indépendants
Divers gauche

La Ve législature s'ouvre le 2 avril 1973 à la suite des élections législatives de mars 1973, et prend fin le 2 avril 1978.
| Circ. | Député                                               | Parti | Parti         | Groupe                 | Autres mandats                                                                            | Suppléant              |
| ----- | ---------------------------------------------------- | ----- | ------------- | ---------------------- | ----------------------------------------------------------------------------------------- | ---------------------- |
| 1re   | Virgile Barel                                        |       | PCF           | COM                    |                                                                                           | Charles Caressa        |
| 2e    | Jacques Médecin (jusqu'au 12 février 1976)           |       | MR-CR puis RI | RDS puis app. RI       | Maire de Nice, Président du conseil général des Alpes-Maritimes (à partir d'octobre 1973) | Charles Ehrmann        |
| 2e    | Charles Ehrmann (à partir du 13 février 1976)        |       | RI puis PR    | RI                     |                                                                                           |                        |
| 3e    | Fernand Icart (jusqu'au 26 octobre 1977)             |       | RI puis PR    | RI                     |                                                                                           | Jacques Dumas-Lairolle |
| 3e    | Jacques Dumas-Lairolle (à partir du 26 octobre 1977) |       | PR            | RI                     |                                                                                           |                        |
| 4e    | Emmanuel Aubert                                      |       | UDR puis RPR  | UDR puis RPR           | Maire de Menton (à partir de mars 1977)                                                   | Albert Lemut           |
| 5e    | Bernard Cornut-Gentille                              |       | DVG           | NI                     | Maire de Cannes                                                                           | Antony Spagnou         |
| 6e    | Pierre Sauvaigo                                      |       | UDR puis RPR  | app. UDR puis app. RPR | Maire de Cagnes-sur-Mer                                                                   | Pierre Bachelet        |

Jacques Médecin est nommé dans le gouvernement Jacques Chirac I lors du remaniement du 12 janvier 1976 comme secrétaire d'État au Tourisme. Son suppléant Charles Ehrmann le remplace.
Fernand Icart est nommé dans le gouvernement Barre II lors du remaniement du 26 septembre 1977 comme ministre de l'Équipement et de l’Aménagement du territoire. Son suppléant Jacques Dumas-Lairolle le remplace.

### Sixième législature (1978-1981)

Circonscriptions selon le parti politique de leur député :
Rassemblement pour la République
Union pour la démocratie française

La VIe législature s'ouvre le 3 avril 1978 à la suite des élections législatives de mars 1978, et prend fin le 22 mai 1981 avec la dissolution de l'Assemblée nationale.
| Circ. | Député          | Parti | Parti     | Groupe   | Autres mandats                                                     | Suppléant              |
| ----- | --------------- | ----- | --------- | -------- | ------------------------------------------------------------------ | ---------------------- |
| 1re   | Charles Ehrmann |       | UDF (PR)  | app. UDF | Adjoint au maire de Nice et conseiller général des Alpes-Maritimes | Gaston Robaut          |
| 2e    | Jacques Médecin |       | UDF (PR)  | UDF      | Maire de Nice, président du conseil général des Alpes-Maritimes    | Francis Giordan        |
| 3e    | Fernand Icart   |       | UDF (PR)  | UDF      | Conseiller général des Alpes-Maritimes                             | Jacques Dumas-Lairolle |
| 4e    | Emmanuel Aubert |       | RPR       | RPR      | Maire de Menton                                                    | Albert Lemut           |
| 5e    | Louise Moreau   |       | UDF (CDS) | UDF      | Maire de Mandelieu-la-Napoule                                      | Jean-Pierre Gonzalez   |
| 6e    | Pierre Sauvaigo |       | RPR       | app. RPR | Maire de Cagnes-sur-Mer, conseiller général des Alpes-Maritimes    | Pierre Bachelet        |

### Septième législature (1981-1986)

Circonscriptions selon le parti politique en 1981 de leur député :
Rassemblement pour la République
Union pour la démocratie française
Parti socialiste

La VIIe législature s'ouvre le 2 juillet 1981 à la suite des élections législatives de juin 1981 convoquées de manière anticipée après la dissolution de l'Assemblée nationale, et prend fin le 1er avril 1986.
| Circ. | Député                                        | Parti | Parti             | Groupe   | Autres mandats                                                         | Suppléant            |
| ----- | --------------------------------------------- | ----- | ----------------- | -------- | ---------------------------------------------------------------------- | -------------------- |
| 1re   | Max Gallo (jusqu'au 22 avril 1983)            |       | PS                | SOC      |                                                                        | Francis Giolitti     |
| 1re   | Francis Giolitti (à partir du 23 avril 1983)  |       | PS                | SOC      |                                                                        |                      |
| 2e    | Jacques Médecin                               |       | UDF (PR) puis RPR | app. RPR | Maire de Nice, président du conseil général des Alpes-Maritimes        | Francis Giordan      |
| 3e    | Jean-Hugues Colonna                           |       | PS                | SOC      |                                                                        | Gilbert Robin        |
| 4e    | Emmanuel Aubert                               |       | RPR               | RPR      | Maire de Menton                                                        | Jean Icart           |
| 5e    | Louise Moreau                                 |       | UDF (CDS)         | UDF      | Maire de Mandelieu-la-Napoule                                          | Jean-Pierre Gonzalez |
| 6e    | Pierre Sauvaigo (jusqu'au 28 février 1983)    |       | RPR               | RPR      | Maire de Cagnes-sur-Mer                                                | Pierre Bachelet      |
| 6e    | Pierre Bachelet (à partir du 28 février 1983) |       | RPR               | RPR      | Maire du Cannet, vice-président du conseil général des Alpes-Maritimes |                      |

Max Gallo est nommé le 22 avril 1983 dans le gouvernement Pierre Mauroy III comme secrétaire d'État, porte-parole du gouvernement. Son suppléant Francis Giolitti le remplace. Il démissionne du gouvernement le 18 juin 1984 mais ne revient pas à l'Assemblée nationale.
À la suite du décès de Pierre Sauvaigo le 28 février 1983, son suppléant Pierre Bachelet le remplace,.

### Huitième législature (1986-1988)
La VIIIe législature s'ouvre le 2 avril 1986 à la suite des élections législatives de mars 1986, et prend fin le 14 mai 1988 avec la dissolution de l'Assemblée nationale. Les Alpes-Maritimes forment une circonscription unique dans laquelle les députés sont élus au scrutin proportionnel plurinominal. Par ailleurs, le nombre de députés passe de 491 à 577 au total en France, et de six à neuf dans les Alpes-Maritimes.
|                                                                            | Député              | Parti   | Groupe   | Autres mandats                                                  |
| -------------------------------------------------------------------------- | ------------------- | ------- | -------- | --------------------------------------------------------------- |
| Liste d'opposition nationale menée par Jacques Médecin                     |                     |         |          |                                                                 |
|                                                                            | Jacques Médecin     | RPR     | RPR      | Maire de Nice, président du conseil général des Alpes-Maritimes |
|                                                                            | Emmanuel Aubert     | RPR     | RPR      | Maire de Menton                                                 |
|                                                                            | Louise Moreau       | UDF-CDS | UDF      | Maire de Mandelieu-la-Napoule                                   |
|                                                                            | Pierre Bachelet     | RPR     | RPR      | Maire du Cannet                                                 |
|                                                                            | Charles Ehrmann     | UDF-PR  | UDF      | Conseiller général des Alpes-Maritimes                          |
| Liste de rassemblement national du Front National menée par Jacques Peyrat |                     |         |          |                                                                 |
|                                                                            | Jacques Peyrat      | FN      | FN-RN    | Conseiller municipal de Nice                                    |
|                                                                            | Albert Peyron       | FN      | FN-RN    |                                                                 |
| Liste du Parti socialiste menée par Jean-Hugues Colonna                    |                     |         |          |                                                                 |
|                                                                            | Jean-Hugues Colonna | PS      | SOC      |                                                                 |
|                                                                            | Henri Fiszbin       | DVG     | app. SOC |                                                                 |

### Neuvième législature (1988-1993)

Circonscriptions selon le parti politique de leur député :
Rassemblement pour la République
Union pour la démocratie française

La IXe législature s'ouvre le 23 juin 1988 à la suite des élections législatives de juin 1988 convoquées de manière anticipée après la dissolution de l'Assemblée nationale, et prend fin le 1er avril 1993. Le scrutin majoritaire uninominal à deux tours est rétabli. Les Alpes-Maritimes comportent neuf circonscriptions délimitées par le redécoupage de 1986.
| Circ. |  | Député            | Parti   | Groupe | Autres mandats                                    | Suppléant              |
| ----- |  | ----------------- | ------- | ------ | ------------------------------------------------- | ---------------------- |
| 1re   |  | Charles Ehrmann   | UDF-PR  | UDF    |                                                   | Jean-Claude Pastorelli |
| 2e    |  | Martine Daugreilh | RPR     | RPR    |                                                   | Jacques Médecin        |
| 3e    |  | Rudy Salles       | UDF-PR  | UDF    | Conseiller régional de Provence-Alpes-Côte d'Azur | Honoré Colomas         |
| 4e    |  | Emmanuel Aubert   | RPR     | RPR    | Maire de Menton                                   | Joseph Caldéroni       |
| 5e    |  | Christian Estrosi | RPR     | RPR    | Conseiller général des Alpes-Maritimes            | Jean Guillon           |
| 6e    |  | Suzanne Sauvaigo  | RPR     | RPR    | Maire de Cagnes-sur-Mer                           | Henri Moschetti        |
| 7e    |  | Pierre Merli      | UDF-PRV | UDF    | Maire d'Antibes                                   | Gérard Renaudo         |
| 8e    |  | Louise Moreau     | UDF-AD  | UDF    | Maire de Mandelieu-la-Napoule                     | Anne-Marie Dupuy       |
| 9e    |  | Pierre Bachelet   | RPR     | RPR    | Maire du Cannet                                   | Hervé de Fontmichel    |

### Dixième législature (1993-1997)

Circonscriptions selon le parti politique de leur député :
Rassemblement pour la République
Union pour la démocratie française

La Xe législature s'ouvre le 2 avril 1993 à la suite des élections législatives de mars 1993, et prend fin le 21 avril 1997.
| Circ. |  | Député                                        | Parti   | Groupe | Autres mandats                                                           | Suppléant          |
| ----- |  | --------------------------------------------- | ------- | ------ | ------------------------------------------------------------------------ | ------------------ |
| 1re   |  | Charles Ehrmann                               | UDF-PR  | UDFC   | Conseiller général des Alpes-Maritimes                                   | Jean Icart         |
| 2e    |  | Christian Estrosi (jusqu'au 17 décembre 1993) | RPR     | RPR    | Premier vice-président du conseil régional de Provence-Alpes-Côte d'Azur | Henri Richelme     |
| 2e    |  | Jean-Paul Baréty (à partir du 13 mars 1994)   | RPR     | RPR    | Maire de Nice (jusqu'en juin 1995) puis conseiller municipal de Nice     | ?                  |
| 3e    |  | Rudy Salles                                   | UDF-PR  | UDFC   | Conseiller municipal de Nice (jusqu'en juin 1995)                        | André Bonny        |
| 4e    |  | Emmanuel Aubert (jusqu'au 9 juin 1995)        | RPR     | RPR    |                                                                          | Xavier Beck        |
| 4e    |  | Xavier Beck (à partir du 9 juin 1995)         | RPR     | RPR    | Maire de Cap-d'Ail                                                       |                    |
| 5e    |  | Gaston Franco                                 | RPR     | RPR    | Maire de Saint-Martin-Vésubie, conseiller général des Alpes-Maritimes    | Jean Sassone       |
| 6e    |  | Suzanne Sauvaigo                              | RPR     | RPR    | Maire de Cagnes-sur-Mer (jusqu'en juin 1995)                             | Henri Moschetti    |
| 7e    |  | Pierre Merli                                  | UDF-PRV | UDFC   | Maire d'Antibes (jusqu'en juin 1995)                                     | Gérard Renaudo     |
| 8e    |  | Louise Moreau                                 | UDF-AD  | UDFC   | Maire de Mandelieu-la-Napoule (jusqu'en juin 1995)                       | Christian Montagné |
| 9e    |  | Pierre Bachelet                               | RPR     | RPR    | Maire du Cannet (jusqu'en juin 1995)                                     | Jean-Pierre Leleux |

À la suite de l'annulation de l'élection de Christian Estrosi par le Conseil constitutionnel le 16 décembre 1993, une élection législative partielle est organisée. Celle-ci a lieu les 6 et 13 mars 1994 et est remportée par Jean-Paul Baréty.
À la suite du décès d'Emmanuel Aubert le 9 juin 1995, son suppléant Xavier Beck le remplace.

### Onzième législature (1997-2002)

Circonscriptions selon le parti politique en 1997 de leur député :
Rassemblement pour la République
Union pour la démocratie française
Les Verts

La XIe législature s'ouvre le 12 juin 1997 à la suite des élections législatives de mai et juin 1997 convoquées de manière anticipée après la dissolution de l'Assemblée nationale, et prend fin le 18 juin 2002.
| Circ. |  | Député                                                   | Parti                         | Groupe       | Autres mandats | Suppléant                          |
| ----- |  | -------------------------------------------------------- | ----------------------------- | ------------ | --- | ---------------------------------- |
| 1re   |  | Charles Ehrmann                                          | UDF-PR puis DL                | UDF puis DLI | Conseiller général des Alpes-Maritimes (jusqu'en mars 2001)                                                                                          | Jérôme Rivière                     |
| 2e    |  | Jacques Peyrat (jusqu'au 27 septembre 1998)              | RPR                           | RPR          | Maire de Nice, conseiller général des Alpes-Maritimes (jusqu'en mars 1998)                                                                           | Jacqueline Mathieu-Obadia          |
| 2e    |  | Jacqueline Mathieu-Obadia (à partir du 29 novembre 1998) | RPR                           | RPR          | Deuxième adjointe au maire de Nice (jusqu'en juin 2000)                                                                                              |                                    |
| 3e    |  | Rudy Salles                                              | UDF-PR puis UDF-PRIL puis UDF | UDF          | | André Bonny                        |
| 4e    |  | Jean-Claude Guibal                                       | RPR                           | RPR          | Maire de Menton | Noël Sapia                         |
| 5e    |  | Christian Estrosi                                        | RPR                           | RPR          | Premier vice-président du conseil régional de Provence-Alpes-Côte d'Azur (jusqu'en mars 1998) puis conseiller régional de Provence-Alpes-Côte d'Azur | Charles Ange Ginésy                |
| 6e    |  | Lionnel Luca                                             | RPR                           | RPR          | Maire de Villeneuve-Loubet (jusqu'en mars 2001), conseiller général des Alpes-Maritimes                                                              | Henri Revel                        |
| 7e    |  | Jean Leonetti                                            | UDF-PRV                       | UDF          | Maire d'Antibes, président de la CASA (à partir de janvier 2002)                                                                                     | Michel Rossi                       |
| 8e    |  | Louise Moreau (jusqu'au 5 février 2001)                  | UDF-AD puis UDF               | UDF          | | André-Charles Blanc décédé en 1998 |
| 8e    |  | Bernard Brochand (à partir du 2 avril 2001)              | RPR                           | RPR          | Maire de Cannes | ?                                  |
| 9e    |  | André Aschieri                                           | Les Verts                     | RCV          | Maire de Mouans-Sartoux, vice-président de Pôle Azur Provence (à partir de 2001)                                                                     | Jean-Raymond Vinciguerra           |

À la suite de l'élection au Sénat de Jacques Peyrat le 27 septembre 1998, une élection législative partielle est organisée pour désigner son successeur à l'Assemblée nationale. Celle-ci a lieu les 22 et 29 novembre 1998 et est remportée par Jacqueline Mathieu-Obadia.
À la suite du décès de Louise Moreau le 5 février 2001, une élection législative partielle est organisée les 25 mars et 1er avril 2001. Celle-ci est remportée par Bernard Brochand.

### Douzième législature (2002-2007)

Circonscriptions selon le parti politique de leur député :
Union pour un mouvement populaire
Union pour la démocratie française

La XIIe législature s'ouvre le 19 juin 2002 à la suite des élections législatives de juin 2002, et prend fin le 19 juin 2007.
| Circ. |  | Député                                           | Parti   | Groupe | Autres mandats                                                                                      | Suppléant                |
| ----- |  | ------------------------------------------------ | ------- | ------ | --------------------------------------------------------------------------------------------------- | ------------------------ |
| 1re   |  | Jérôme Rivière                                   | UMP     | UMP    | Conseiller régional de Provence-Alpes-Côte d'Azur (jusqu'en 2004)                                   | Charles Ehrmann          |
| 2e    |  | Muriel Marland-Militello                         | UMP     | UMP    | | Jean Massena             |
| 3e    |  | Rudy Salles                                      | UDF     | UDF    | Conseiller régional de Provence-Alpes-Côte d'Azur (à partir de 2004)                                | André Bonny              |
| 4e    |  | Jean-Claude Guibal                               | UMP     | UMP    | Maire de Menton, président de la CARF                                                               | Gérard Grosgogeat        |
| 5e    |  | Christian Estrosi (jusqu'au 2 juillet 2005)      | UMP     | UMP    | Président du conseil général des Alpes-Maritimes (à partir de septembre 2003)                       | Charles Ange Ginésy      |
| 5e    |  | Charles Ange Ginésy (à partir du 3 juillet 2005) | UMP     | UMP    | Maire de Péone, président de la CCCV, Premier vice-président du conseil général des Alpes-Maritimes |                          |
| 6e    |  | Lionnel Luca                                     | UMP     | UMP    | Vice-président du conseil général des Alpes-Maritimes                                               | Annie Double-Battistella |
| 7e    |  | Jean Leonetti                                    | UMP-PRV | UMP    | Maire d'Antibes, président de la CASA                                                               | Michel Rossi             |
| 8e    |  | Bernard Brochand                                 | UMP     | UMP    | Maire de Cannes                                                                                     | David Lisnard            |
| 9e    |  | Michèle Tabarot                                  | UMP     | UMP    | Maire du Cannet, conseillère régionale de PACA (2004-2005)                                          | Jean-Pierre Leleux       |

Christian Estrosi est nommé le 2 juin 2005 dans le gouvernement Dominique de Villepin en tant que ministre délégué à l'Aménagement du territoire, auprès du ministre de l'Intérieur et de l'Aménagement du territoire. Son suppléant Charles Ange Ginésy le remplace à l'Assemblée nationale.

### Treizième législature (2007-2012)

Circonscriptions selon le parti politique de leur député :
Union pour un mouvement populaire
Nouveau Centre

La XIIIe législature s'ouvre le 20 juin 2007 à la suite des élections législatives de juin 2007, et prend fin le 19 juin 2012.
| Circ. |  | Député                                                       | Parti   | Groupe | Autres mandats | Suppléant                |
| ----- |  | ------------------------------------------------------------ | ------- | ------ | --- | ------------------------ |
| 1re   |  | Éric Ciotti                                                  | UMP     | UMP    | Président du conseil général des Alpes-Maritimes (à partir du 18 décembre 2008)                                            | Andrée Alziari-Nègre     |
| 2e    |  | Muriel Marland-Militello                                     | UMP     | UMP    | Adjointe au maire de Nice, conseillère intercommunale (à partir de 2008)                                                   | Auguste Vérola           |
| 3e    |  | Rudy Salles                                                  | NC      | NC     | Adjoint au maire de Nice, conseiller intercommunal (à partir de 2008)                                                      | Philippe Soussi          |
| 4e    |  | Jean-Claude Guibal                                           | UMP     | UMP    | Maire de Menton, président de la CARF (jusqu'en 2008) puis vice-président de la CARF                                       | Gérard Grosgogeat        |
| 5e    |  | Christian Estrosi (jusqu'au 19 juillet 2007)                 | UMP     | UMP    | Président du conseil général des Alpes-Maritimes                                                                           | Charles Ange Ginésy      |
| 5e    |  | Charles Ange Ginésy (du 20 juillet 2007 au 1er avril 2008)   | UMP     | UMP    | Maire de Péone, président de la CCCV, Premier vice-président du conseil général des Alpes-Maritimes                        |                          |
| 5e    |  | Christian Estrosi (du 26 mai 2008 au 23 juillet 2009)        | UMP     | UMP    | Maire de Nice, président de la CANCA puis CUNCA, président du conseil général des Alpes-Maritimes (jusqu'en décembre 2008) | Charles Ange Ginésy      |
| 5e    |  | Charles Ange Ginésy (du 23 juillet 2009 au 14 décembre 2010) | UMP     | UMP    | Maire de Péone, président de la CCCV, Premier vice-président du conseil général des Alpes-Maritimes                        |                          |
| 5e    |  | Christian Estrosi (à partir du 14 décembre 2010)             | UMP     | UMP    | Maire de Nice, président de la CUNCA puis de la métropole Nice Côte d'Azur                                                 | Charles Ange Ginésy      |
| 6e    |  | Lionnel Luca                                                 | UMP     | UMP    | Vice-président du conseil général des Alpes-Maritimes                                                                      | Annie Double-Battistella |
| 7e    |  | Jean Leonetti (jusqu'au 29 juillet 2011)                     | UMP-PRV | UMP    | Maire d'Antibes, président de la CASA                                                                                      | Michel Rossi             |
| 7e    |  | Michel Rossi (à partir du 30 juillet 2011)                   | UMP     | UMP    | Maire de Roquefort-les-Pins, vice-président de la CASA                                                                     |                          |
| 8e    |  | Bernard Brochand                                             | UMP     | UMP    | Maire de Cannes | David Lisnard            |
| 9e    |  | Michèle Tabarot                                              | UMP     | UMP    | Maire du Cannet | Jean-Pierre Leleux       |

Christian Estrosi est nommé le 19 juin 2007 dans le deuxième gouvernement François Fillon en tant que secrétaire d'État chargé de l'Outre-mer. Son suppléant Charles Ange Ginésy le remplace le 20 juillet 2007. Ce dernier démissionne le 1er avril 2008 après la sortie de Christian Estrosi du gouvernement le 17 mars 2008. Christian Estrosi est réélu député le 25 mai 2008 à l'issue d'une élection législative partielle. Après son retour le 23 juin 2009 au sein du deuxième gouvernement François Fillon en tant que ministre chargé de l'Industrie, il est à nouveau remplacé par Charles Ange Ginésy le 23 juillet 2009. À la suite de sa sortie du gouvernement le 13 novembre 2010, Christian Estrosi retrouve son poste de député le 14 décembre 2010, sans passer par une élection législative partielle.
Jean Leonetti est nommé le 29 juin 2011 au sein du troisième gouvernement François Fillon en tant que ministre chargé des Affaires européennes. Son suppléant Michel Rossi le remplace à partir du 30 juillet 2011.

### Quatorzième législature (2012-2017)

Circonscriptions selon le parti politique de leur député :
Union pour un mouvement populaire puis Les Républicains
Nouveau Centre puis Les Centristes

La XIVe législature s'ouvre le 26 juin 2012 à la suite des élections législatives de juin 2012, et prend fin le 20 juin 2017. Les circonscriptions ont été remaniées par le redécoupage de 2010 qui entre en vigueur en 2012.
| Circ. |  | Député                                    | Parti       | Groupe      | Autres mandats                                                                                      | Suppléant             |
| ----- |  | ----------------------------------------- | ----------- | ----------- | --------------------------------------------------------------------------------------------------- | --------------------- |
| 1re   |  | Éric Ciotti                               | UMP puis LR | UMP puis LR | Président du conseil général des Alpes-Maritimes                                                    | Auguste Vérola        |
| 2e    |  | Charles Ange Ginésy                       | UMP puis LR | UMP puis LR | Maire de Péone, président de la CCCV, Premier vice-président du conseil général des Alpes-Maritimes | Danièle Tubiana       |
| 3e    |  | Rudy Salles                               | NC puis LC  | UDI         | Adjoint au maire de Nice, conseiller métropolitain de la métropole Nice Côte d'Azur                 | Lauriano Azinheirinha |
| 4e    |  | Jean-Claude Guibal                        | UMP puis LR | UMP puis LR | Maire de Menton, vice-président de la CARF                                                          | Xavier Beck           |
| 5e    |  | Christian Estrosi (jusqu'au 30 mars 2016) | UMP puis LR | UMP puis LR | Adjoint au maire de Nice, président de la métropole Nice Côte d'Azur                                | Alain Frère           |
| 5e    |  | Marine Brenier (à partir du 30 mai 2016)  | LR          | LR          | Adjointe au maire de Nice, conseillère départementale des Alpes-Maritimes                           | Christian Estrosi     |
| 6e    |  | Lionnel Luca                              | UMP puis LR | UMP puis LR | Vice-président du conseil général des Alpes-Maritimes                                               | Marie-France Corvest  |
| 7e    |  | Jean Leonetti                             | UMP puis LR | UMP puis LR | Maire d'Antibes, président de la CASA                                                               | Michel Rossi          |
| 8e    |  | Bernard Brochand                          | UMP puis LR | UMP puis LR | Maire de Cannes                                                                                     | David Lisnard         |
| 9e    |  | Michèle Tabarot                           | UMP puis LR | UMP puis LR | Maire du Cannet                                                                                     | Christophe Chalier    |

À la suite de l'élection de Christian Estrosi à la présidence du conseil régional de Provence-Alpes-Côte d'Azur le 18 décembre 2015, une élection législative partielle est organisée pour désigner son successeur à l'Assemblée nationale. Celle-ci a lieu les 22 et 29 mai 2016 et est remportée par Marine Brenier. Christian Estrosi devient alors son suppléant à l'Assemblée nationale.

### Quinzième législature (2017-2022)

Circonscriptions selon le parti politique de leur député :
Les Républicains
La République en marche !

La XVe législature s'ouvre le 27 juin 2017 à la suite des élections législatives de juin 2017, et prend fin le 21 juin 2022.
| Circ. |  | Député                     | Parti | Groupe | Autres mandats                                                                                | Suppléant                 |
| ----- |  | -------------------------- | ----- | ------ | --------------------------------------------------------------------------------------------- | ------------------------- |
| 1re   |  | Éric Ciotti                | LR    | LR     | Conseiller départemental des Alpes-Maritimes                                                  | Auguste Verola            |
| 2e    |  | Loïc Dombreval             | LREM  | LREM   | Conseiller municipal de Vence, conseiller métropolitain à la Métropole Nice-Côte d'Azur       | Fabrice Lachenmaier       |
| 3e    |  | Cédric Roussel             | LREM  | LREM   |                                                                                               | Tassadit Derradj          |
| 4e    |  | Alexandra Valetta-Ardisson | LREM  | LREM   |                                                                                               | Alain Godino              |
| 5e    |  | Marine Brenier             | LR    | LR     | Conseillère municipale de Nice                                                                | José Cobos                |
| 6e    |  | Laurence Trastour-Isnart   | LR    | LR     | Conseillère municipale de Cagnes-sur-Mer, conseillère régionale de Provence-Alpes-Côte d'Azur | Lionnel Luca              |
| 7e    |  | Éric Pauget                | LR    | LR     | Conseiller municipal d'Antibes, Conseiller départemental des Alpes-Maritimes                  | Alexandra Borchio-Fontimp |
| 8e    |  | Bernard Brochand           | LR    | LR     |                                                                                               | David Lisnard             |
| 9e    |  | Michèle Tabarot            | LR    | LR     | Conseillère municipale du Cannet                                                              | Bruno Pebeyre             |

### Seizième législature (2022-2024)

Circonscriptions selon le parti politique de leur député :
Les Républicains
Rassemblement national
Horizons

La XVIe législature s'ouvre le 28 juin 2022 à la suite des élections législatives de juin 2022, et prend fin le 9 juin 2024 avec la dissolution de l'Assemblée nationale.
| Circ. |  | Député               | Parti | Groupe | Autres mandats                                                                    | Suppléant               |
| ----- |  | -------------------- | ----- | ------ | --------------------------------------------------------------------------------- | ----------------------- |
| 1re   |  | Éric Ciotti          | LR    | LR     | Conseiller départemental des Alpes-Maritimes                                      | Auguste Verola          |
| 2e    |  | Lionel Tivoli        | RN    | RN     | Conseiller régional de Provence-Alpes-Côte d'Azur                                 | Indiana Poret           |
| 3e    |  | Philippe Pradal      | HOR   | HOR    | Conseiller départemental des Alpes-Maritimes                                      | Jennifer Salles Barbosa |
| 4e    |  | Alexandra Masson     | RN    | RN     | Conseiller régional de Provence-Alpes-Côte d'Azur                                 | Guillaume Contesse      |
| 5e    |  | Christelle D'Intorni | LR    | LR     | Conseillère municipale de Rimplas, conseillère départementale des Alpes-Maritimes | Stanislas André         |
| 6e    |  | Bryan Masson         | RN    | RN     | Conseiller régional de Provence-Alpes-Côte d'Azur                                 | Cyril Tribuiani         |
| 7e    |  | Éric Pauget          | LR-SL | LR     | Conseiller municipal d'Antibes                                                    | Alexia Missana          |
| 8e    |  | Alexandra Martin     | LR-NÉ | LR     | Conseillère départementale des Alpes-Maritimes                                    | David Lisnard           |
| 9e    |  | Michèle Tabarot      | LR    | LR     | Conseillère municipale du Cannet                                                  | Jérôme Viaud            |

### Dix-septième législature (2024-2029)

Circonscriptions selon le parti politique de leur député :
Républicains à droite
Rassemblement national
Les Républicains

La XVIIe législature s'ouvre le 18 juillet 2024 à la suite des élections législatives de 2024, convoquées de manière anticipée après la dissolution de l'Assemblée nationale.
| Circ. |  | Député               | Parti | Groupe       | Autres mandats                                                                    | Suppléant           |
| ----- |  | -------------------- | ----- | ------------ | --------------------------------------------------------------------------------- | ------------------- |
| 1re   |  | Éric Ciotti          | UDR   | AD! puis UDR | Conseiller départemental des Alpes-Maritimes                                      | Patrick Baqué       |
| 2e    |  | Lionel Tivoli        | RN    | RN           | Conseiller régional de Provence-Alpes-Côte d'Azur                                 | Andréa Orabona      |
| 3e    |  | Bernard Chaix        | UDR   | AD! puis UDR | Conseiller départemental des Alpes-Maritimes                                      | Jean-Pierre Lafitte |
| 4e    |  | Alexandra Masson     | RN    | RN           | Conseillère régionale de Provence-Alpes-Côte d'Azur                               | Gabriel Tomatis     |
| 5e    |  | Christelle D'Intorni | UDR   | AD! puis UDR | Conseillère municipale de Rimplas, conseillère départementale des Alpes-Maritimes | Matthieu Thaon      |
| 6e    |  | Bryan Masson         | RN    | RN           | Conseiller régional de Provence-Alpes-Côte d'Azur                                 | Cyril Tribuiani     |
| 7e    |  | Éric Pauget          | LR    | DR           | Conseiller municipal d'Antibes                                                    | Alexia Missana      |
| 8e    |  | Alexandra Martin     | LR-NÉ | DR           | Conseillère départementale des Alpes-Maritimes                                    | David Lisnard       |
| 9e    |  | Michèle Tabarot      | LR    | DR           | Conseillère municipale du Cannet                                                  | Jérôme Viaud        |